# Proctorenyxidae
Proctorenyxidae zijn een familie uit de orde van de vliesvleugeligen (Hymenoptera). In de familie zijn twee (2) soorten ingedeeld.

## Taxonomie
- Geslacht Hsiufuropronia Yang, 1997 ( = Renyxa Kozlov, 1994, Proctorenyxa Lelej & Kozlov, 1999)
  - Hsiufuropronia chaoi Yang, 1997
  - Hsiufuropronia incredibilis (Kozlov, 1994)